# Esefjord
De Esefjord (Noors: Esefjorden) is een zij-arm aan de noordzijde van de Sognefjord in Noorwegen. Hij ligt in zijn geheel in de gemeente Sogndal nabijn Balestrand in de provincie Vestland. De fjord loopt van de monding in het oosten naar het noordwesten taps toe en is nergens breder dan 700 meter.

## Geografie
- De monding van de fjord ligt juist westelijk van de monding van de Fjærlandsfjord, die ook in de Sognefjord uitmondt.
- Er stromen diverse beken de fjord in. De twee grootste hiervan monden respectievelijk aan de zuidkant en in de noordwestelijke punt van de fjord uit.
- Rondom de fjord ligt een viertal bergen: De Tjugatoten van 1098 meter hoogte, de Keipen met 1399, de Vindreken met 1273 en de Raudmelen met 972 meter.
- De provinciale weg Fylkesvei 55 loopt langs de gehele oever van de fjord en heeft van het ene uiteinde tot het andere uiteinde een lengte van ongeveer negen kilometer.
- Op de landtong aan de noordkant van de monding ligt het dorp Dragsvik. In dit dorp is de aanlegplaats voor de veerpont die driehoeken vaart: steeds eerst oostelijk naar Hella, vervolgens van Hella zuidelijk over de Sognefjord naar Vangsnes en ten slotte weer terug naar Dragsvik.

## Bezienswaardigheden en evenementen
- Het plaatsje Balestrand, direct ten zuiden van de monding, heeft een jachthaven. Direct daarnaast ligt het Sognefjord Akvarium.
- Aan de noordoever, tegenover Balestrand, ligt het gehucht Tjugum met een witte houten kerk met oranje dak uit 1863, die een centrale kerktoren heeft.
- Vlak bij het uiteinde van de fjord in het noordwesten bevindt zich een schietbaan.
- Sinds 1931 wordt er elk voorjaar een hardloopwedstrijd gehouden rondom de fjord vanaf Tjugum naar Balestrand over een afstand van 8,5 kilometer.[1]

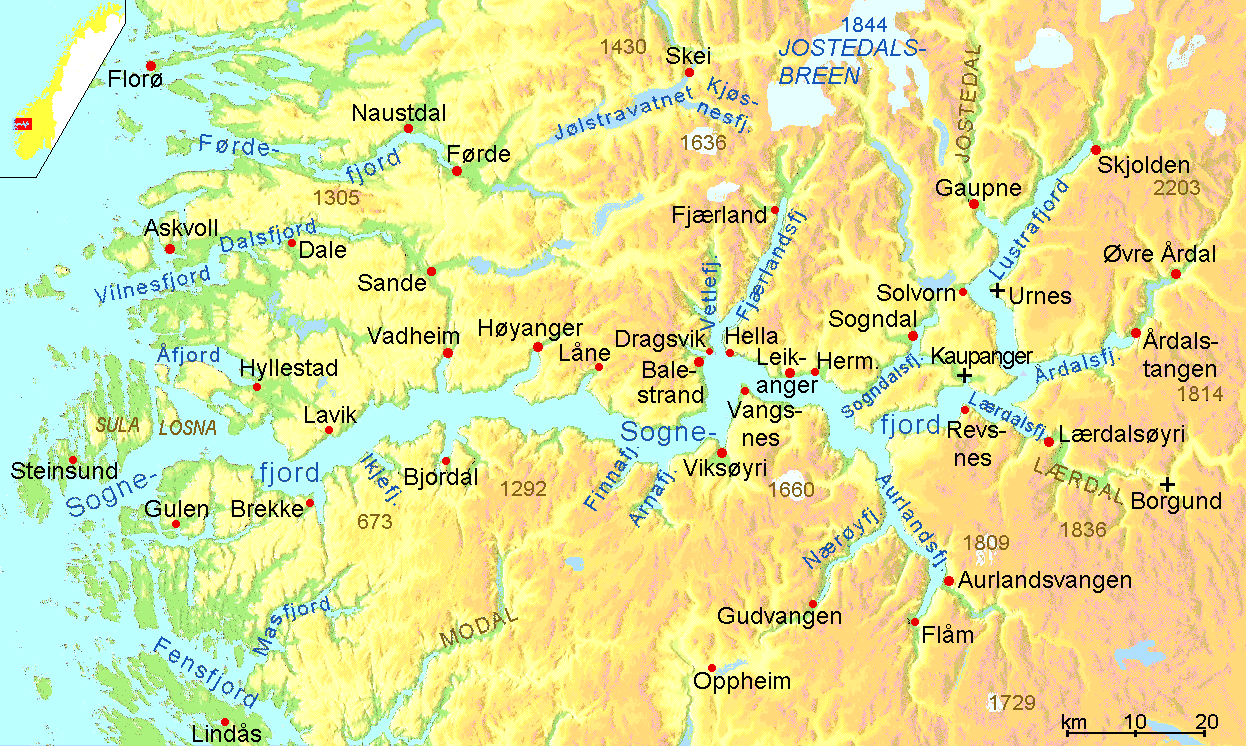
De Sognefjord, waarbij de Esefjord ongeveer in het midden ligt tussen Balestrand en Dragsvik.